# RVSM

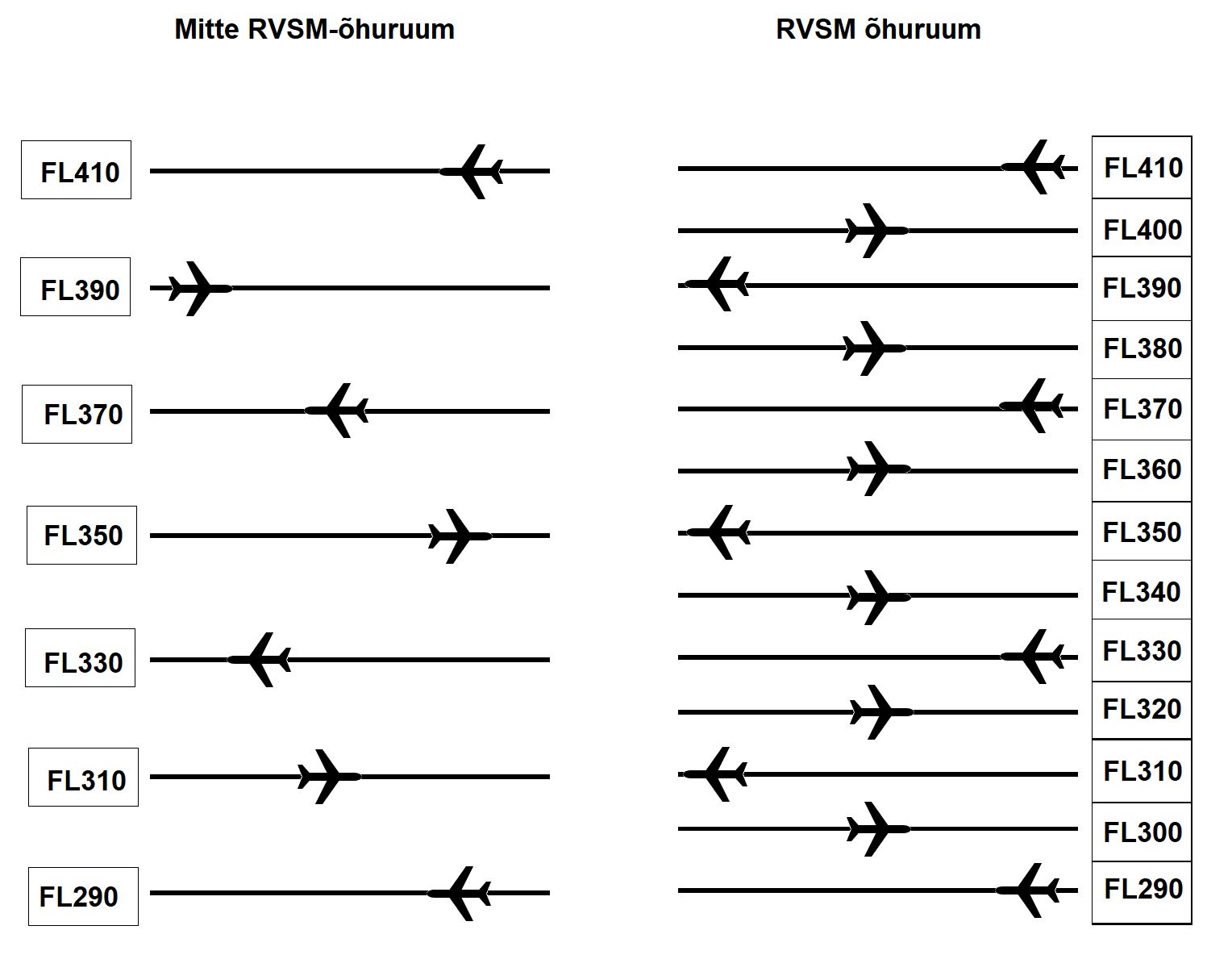
RVSM Luftraumabstände

Der RVSM-Luftraum (RVSM = Reduced Vertical Separation Minimum; deutsch: Reduzierte Vertikalstaffelung) ist eine Festlegung zum vertikalen Mindestabstand von Luftstraßen bzw. Flugzeugen. Er wurde am 24. Januar 2002 als Folge des immer dichteren Luftverkehrs über Europa eingeführt. Zuvor kam RVSM bereits über dem Atlantik zum Einsatz. Inzwischen wird es auch in den USA und Kanada benutzt, um mehr Flugzeuge auf den Luftstraßen unterzubringen.
RVSM kommt im Höhenbereich von 29.000 Fuß bis 41.000 Fuß zum Einsatz. Hier wurden Flugzeuge früher mit einem vertikalen Abstand von 2.000 Fuß zueinander gestaffelt. Mit RVSM wurde dies auf 1.000 Fuß (ca. 300 m) herabgesetzt. Im Luftraum unterhalb von 29.000 Fuß wurde schon immer mit 1.000 Fuß Staffelung geflogen. Über 41.000 Fuß werden weiterhin 2.000 Fuß als vertikaler Abstand genutzt.
Während des Fluges in RVSM-Luftraum ist die Benutzung des Autopiloten zwingend erforderlich.
Zum Flug im RVSM ist eine bestimmte Ausrüstung erforderlich, die eine genügend genaue Anzeige und ein ausreichend genaues Einhalten der Flughöhe durch den Autopiloten erlauben. Die Erfordernisse zum Einfliegen in RVSM-Lufträume sind:
- zwei voneinander unabhängige Höhenmesser,
- eine Vorrichtung, die beim Verlassen der vorgegebenen Höhe einen Alarm auslöst,
- ein Autopilot, der die Höhe auf 65 Fuß genau halten kann
- ein Transponder mit Höhenübertragung und Verbindung zum Höhenmessgerät (Transponder Mode C/S)